# Шерубайнуринское водохранилище
Шерубайнуринское водохранилище (каз. Шерубайнұра бөгені) — одно из водохранилищ Казахстана, его длина — 13 км, ширина — 4,2 км.
Водохранилище образовано в 1960 году. Площадь — 39 км², объём — 0,274 км³. Оно осуществляет многолетнее регулирование стока. Используется для энергетики (КарГРЭС-2) и ирригации. Высота над уровнем моря — 533,2 м.